# Piukki
Piukki är en ö i Finland. Den ligger i Bottenviken och i kommunen Karleby i den ekonomiska regionen  Karleby i landskapet Mellersta Österbotten, i den nordvästra delen av landet. Ön ligger omkring 31 kilometer nordöst om Karleby och omkring 440 kilometer norr om Helsingfors.
Öns area är 0,9 hektar och dess största längd är 260 meter i nord-sydlig riktning.